# Halasal, Khanapur
Halasal là một làng thuộc tehsil Khanapur, huyện Belgaum, bang Karnataka, Ấn Độ.